# Christina Hamrin
Ragnhild Christina Hamrin, tidigare Hamrin-Fredriksson, född 8 april 1937 i Sofia församling i Jönköping, är en svensk företagsledare och huvudägare i Herenco-koncernen, med ett innehav på 30 procent.
Christina Hamrin avlade filosofie kandidatexamen vid Lunds universitet 1963 med sociologi som huvudämne. Hon var 1965–69 politisk sekreterare inom Folkpartiet i Stockholm, och var från 1969 kulturredaktör på Jönköpings-Posten. 
Hon har även varit drivande i arbetet med Högskolan i Jönköping, där hon 2004 blev hedersdoktor. Hon är ordförande i Carl-Olof och Jenz Hamrins Stiftelse.
År 2012 mottog hon Kungliga Patriotiska Sällskapets näringslivsmedalj för framgångsrikt entreprenörskap.
Hon har räknas som en av Sveriges rikaste kvinnor och hade 2012 en uppskattad förmögenhet på omkring en miljard kronor.
Christina Hamrin är dotter till Carl-Olof Hamrin och Jenz Hamrin, brorsdotter till Yngve Hamrin och Agne Hamrin samt sondotter till Josef och Beda Hamrin. Hon var gift med Herencokoncernens tidigare verkställande direktör Stig Fredriksson och är mor till koncernens nuvarande VD Lovisa Hamrin.